# Motorola W27
El W27 es un teléfono móvil producido por Motorola. El W27 es similar en diseño al Motorola W385. Está cubierta en su parte delantera y posterior con un material negro, de goma.

## Especificaciones
- Bandas: CDMA 1x 800/1900
- Peso: 110 g
- Dimensiones: 99 x 44 x 18.1 mm
- Forma: Clamshell
- Antena: Interna
- Duración de la batería: hablando: 240 minutos, en espera: 440 horas
- Tipo de batería: Lithium-ion
- Pantalla interna: LCD (Color TFT), 65,536 colores (16-bit), 128 x 160 pixeles.
- Pantalla externa: CLI, 96 x 32 pixeles.
- Memoria: 37 MB (built-in, flash shared memory).
- Capacidad de la agenda: 1000
- Navegador web: WAP 2.0 Dual Stack con Openwave 6.2.3
- Connectividad: CE bus (mini-USB), Bluetooth Clase 2.
- Cámara: VGA